# Porte Saint-Denis

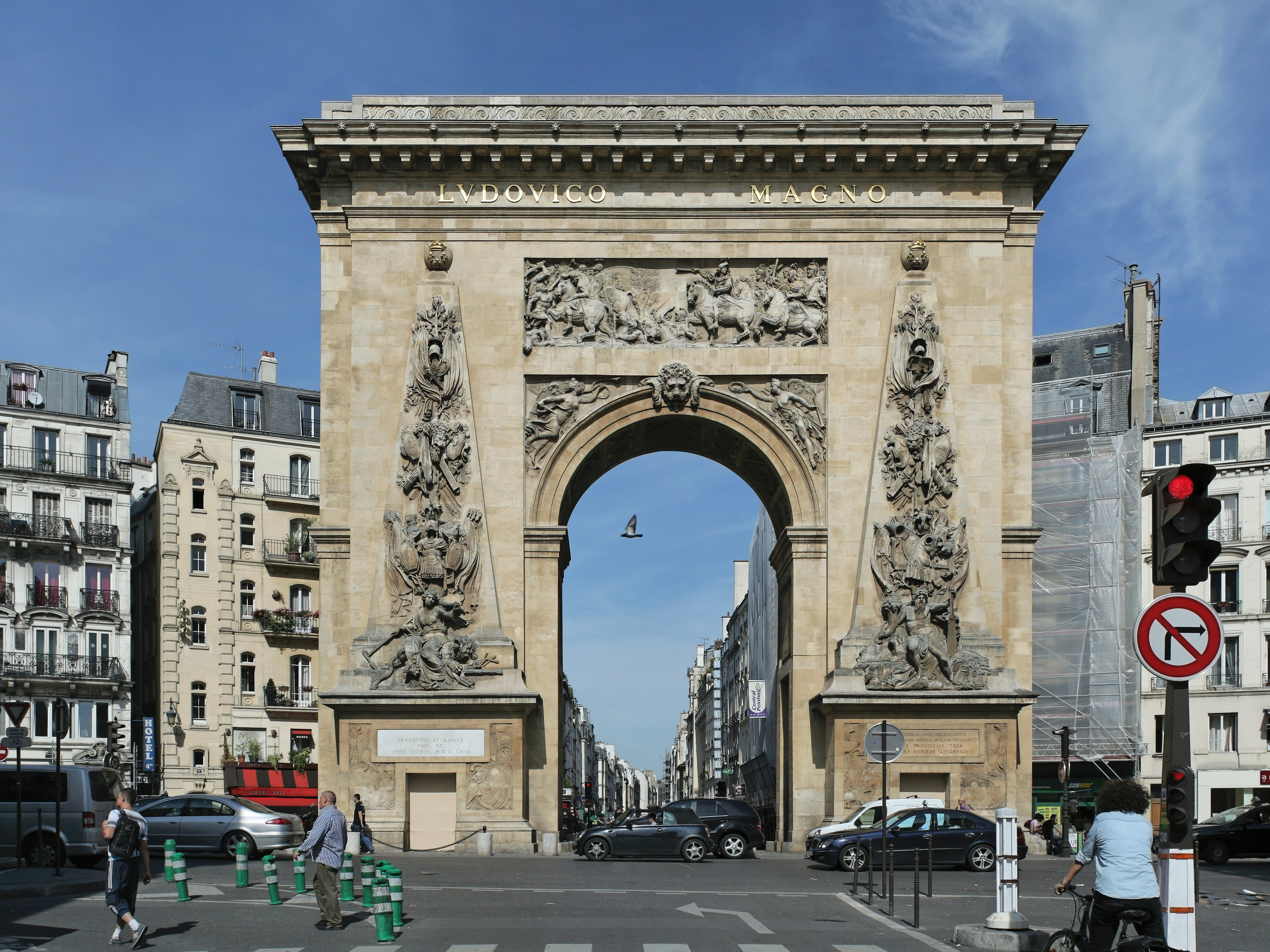
Porte Saint-Denis in 2011

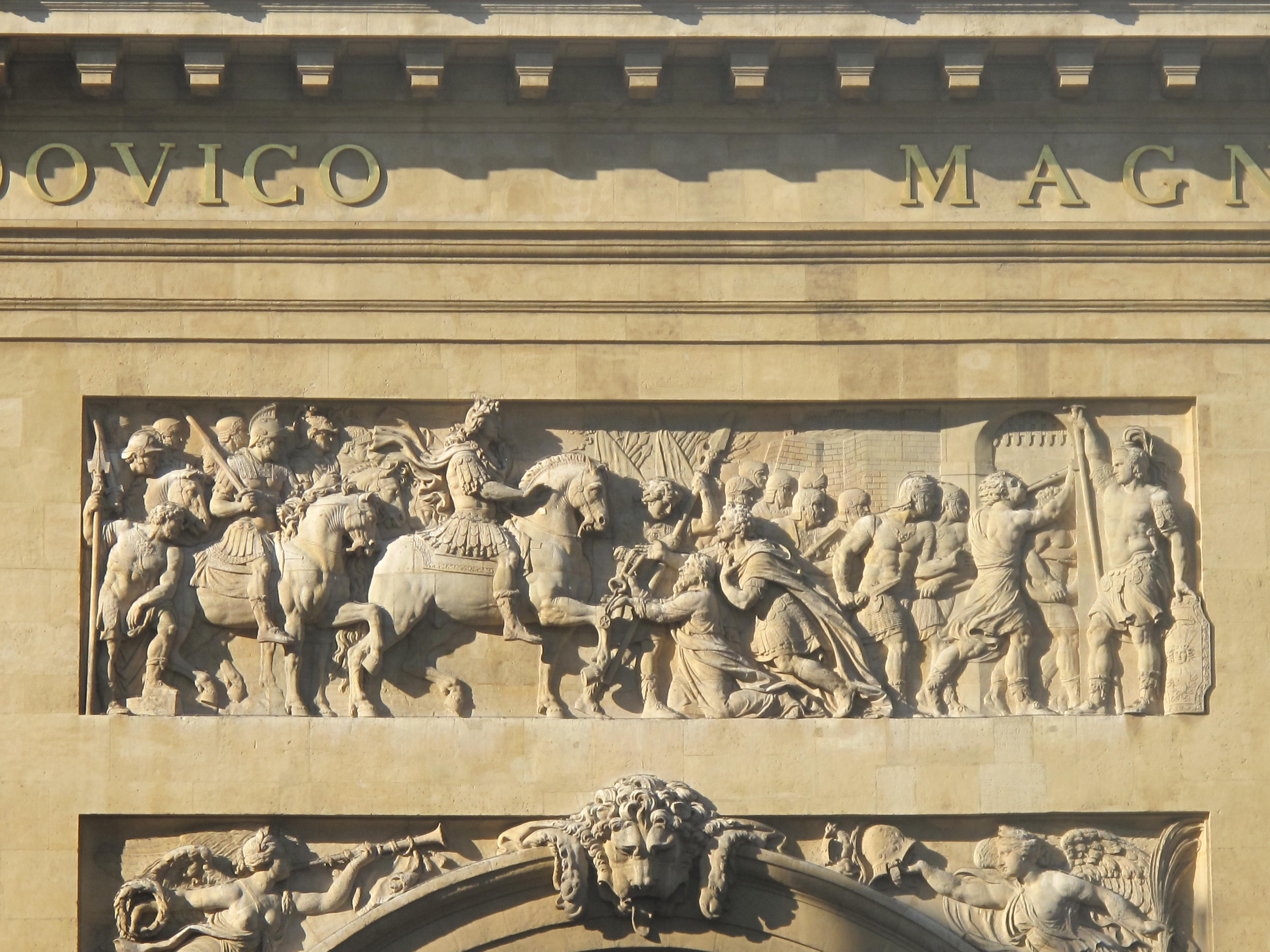
Inname van Maastricht door Lodewijk XIV, reliëf van Michel Anguier (1673)

De Porte Saint-Denis (Nederlands: Sint-Denijspoort) is een triomfboog in de Franse hoofdstad Parijs, geplaatst in de loop van de door Karel V gebouwde ringmuur. Nadat de muur onder Lodewijk XIV was afgebroken werd de triomfboog gebouwd.

## Geschiedenis
De huidige Porte Saint-Denis is de vierde poort met deze naam. De voorgaande poorten waren echte stadspoorten. De voorganger van de huidige poort maakte deel uit van de door Karel V in de veertiende eeuw gebouwde stadsmuur. De huidige poort staat op precies dezelfde plaats, maar heeft die functie nooit gehad. De triomfboog werd in 1673 ontworpen door de architect François Blondel en de beeldhouwer Michel Anguier, in opdracht van Lodewijk XIV, ter verheerlijking van zijn overwinningen aan de Rijn, de Maas en in Franche-Comté. De bouw moest door de stad zelf worden gefinancierd.
In 1988 werd de triomfboog gerestaureerd.

## Beschrijving
De poort is gesitueerd op het kruispunt van de Rue Saint-Denis, de Rue du Faubourg-Saint-Denis, de Boulevard de Bonne-Nouvelle en de Boulevard Saint-Denis.
Het betreft een triomfboog, geïnspireerd door de Romeinse Boog van Titus. Boven de poortdoorgang zijn twee bas-reliëfs van Michel Anguier aangebracht, die Franse overwinningen uit de Hollandse Oorlog uitbeelden. Aan de zuidzijde is dat De oversteek van de Rijn (1672) en aan de noordzijde De inname van Maastricht door Lodewijk XIV (1673). Aan beide zijden is een allegorische afbeelding van de overwonnen Hollandse Republiek te zien: de uitgeputte Nederlandse leeuw met de tong uit zijn bek. Onder de vele attributen in de trofeeën is de Maastrichtse stadsster te ontdekken. Op de triomfboog zijn diverse Latijnse teksten aangebracht, onder andere LUDOVICO MAGNO ("Aan Lodewijk de Grote"), QUOD DIEBUS VIX SEXAGINTA RHENUM WAHALIM MOSAM ISALAM SUPERAVIT SUBEGIT PROVINCIAS TRES CEPIT URBES MUNITAS QUADRAGINTA ("want in amper zestig dagen stak hij de Rijn, de Waal, de Maas en de IJssel over, veroverde drie provincies, nam veertig vestingsteden in") en QUOD TRAIECTUM AD MOSAM XIII DIEBUS CEPIT ("die Maastricht in 13 dagen innam").
Arc de Triomphe du Carrousel · Arc de Triomphe · Grande Arche · Porte Saint-Denis · Porte Saint-Martin
Zie ook: Lijst van bezienswaardigheden in Parijs · Axe historique
- Bibliothèque nationale de France: cb158304975 (data)
- Gemeinsame Normdatei: 7593204-0
- Virtual International Authority File: 12145066998366631209